# Elektrownia Jądrowa Lubiatowo-Kopalino
Ten artykuł dotyczy przyszłego wydarzenia. Informacje w nim zawarte mogą się zmienić wraz z pojawieniem się nowych faktów, a początkowe doniesienia mogą być niepewne. Ostatnie aktualizacje tego artykułu mogą nie odzwierciedlać najbardziej aktualnych informacji.
Elektrownia Jądrowa „Lubiatowo-Kopalino” – planowana pierwsza elektrownia jądrowa w Polsce, o mocy elektrycznej do 3750 MWe.

## Technologia
Technologia, która ma zostać użyta do jej budowy pochodzi od amerykańskiej firmy Westinghouse. W pierwszej lokalizacji miałyby powstać trzy reaktory AP1000. Do chłodzenia reaktorów ma być wykorzystana woda z Bałtyku, doprowadzona długimi na 5,5 km rurami. W procesie wyboru dostawcy technologii, którzy finalnie zostali wybrani przez rząd, oprócz amerykańskiej firmy znalazły się także południowo-koreański KHNP i francuski EDF. Firma Westinghouse była wśród firm, które w poprzednim podejściu w 2011 roku wyraziły chęć budowy elektrowni jądrowej w Polsce; W tamtym czasie chęć uczestnictwa w projekcie wyraziły także Areva i General Electric.
Za decyzją o wyborze technologii AP-1000 firmy Westinghouse w pierwszej polskiej elektrowni jądrowej stanęły głównie czynniki mające na celu zacieśnienie współpracy politycznej, militarnej oraz gospodarczej pomiędzy rządem polskim i amerykańskim.

## Lokalizacja
Na początku procesu wyboru lokalizacji rozpatrywano aż 92 potencjalne miejsca. 8 stycznia 2010 roku Ministerstwo Gospodarki podało listę 28 miejscowości, które są brane pod uwagę pod kątem lokalizacji pierwszej elektrowni jądrowej w Polsce. Analizy lokalizacji uwzględniły m.in. takie czynniki jak właściwości terenu, dostępność wody chłodzącej, położenie względem terenów objętych formami ochrony przyrody, w tym obszarów Natura 2000 oraz obecne i możliwe do rozbudowy elementy infrastruktury jak na przykład sieci energetyczne, drogowe czy kolejowe. Wyniki analiz potwierdziły sprzyjające warunki do wybudowania elektrowni jądrowej w województwie pomorskim. 25 listopada Polska Grupa Energetyczna, odpowiedzialna w tamtym czasie za projekt pierwszej elektrowni, wskazała trzy potencjalne lokalizacje elektrowni jądrowej: Żarnowiec, Choczewo, Gąski. Grunty we wskazanych lokalizacjach należą albo do Skarbu Państwa, ewentualnie do Lasów Państwowych, albo – jak w przypadku Żarnowca – częściowo do PGE. Po zawężeniu do terenu Pomorza, dwie z lokalizacji – Żarnowiec oraz Lubiatowo-Kopalino – poddane zostały jeszcze bardziej szczegółowym badaniom, które potwierdziły, że druga z wymienionych jest „najkorzystniejszym dla środowiska i bezpiecznym dla ludzi” wariantem.
5 sierpnia 2015 roku rozpoczęto postępowanie w sprawie wydania decyzji środowiskowej dla tej inwestycji. Elementem niezbędnych do ich wydania są konsultacje z krajami, na które inwestycja może mieć wpływ. W 2017 spółka Polskie Elektrownie Jądrowe (PJE) rozpoczęła wielowymiarowe badania środowiskowe, których realizacja jest wymagana prawem w przypadku realizacji projektów jądrowych. Te badania obejmowały 32 obszary tematyczne, w tym z zakresu geologii, sejsmiki, hydrologii czy demografii. W wyniku badań spółka przygotowała raport środowiskowy, który w marcu 2022 został złożony do GDOŚ. Dokumentacja obejmowała 19 tys. stron. Wynika z niego, że preferowanym miejscem budowy elektrowni jądrowej jest Choczewo – gmina wiejska w Polsce. Choczewo leży bezpośrednio nad Morzem Bałtyckim w północnej części województwa pomorskiego, w powiecie wejherowskim, w okolicach miejscowości Lubiatowo, Kierzkowo i Kopalino. W zachodniej jej części leżą pojedyncze zabudowania byłej jednostki wojskowej. Na potrzeby tej inwestycji ma być zarezerwowany obszar o powierzchni 688 ha, z czego lasy zajmują 542 ha. Trwałe wylesienie ma dotyczyć 335-356 ha lasów
W październiku 2022 ruszyły konsultacje transgraniczne ws. budowy elektrowni jądrowej na Pomorzu skierowane do państw sąsiednich w sprawie budowy choczewskiej elektrowni. W lipcu 2023 konsultacje te zakończyły się w których stanowiska wyraziło 14 państw: Austria, Białoruś, Czechy, Dania, Estonia, Finlandia, Holandia, Litwa, Łotwa, Niemcy, Słowacja, Szwecja, Ukraina i Węgry. Dokumentacja dla konsultacji została przekazana stronom zainteresowanym we wrześniu 2022 i zawierała 1200 stron opracowania. Uwagi w formie pisemnej zgłosiły Austria, Białoruś, Dania, Estonia, Litwa, Łotwa, Niemcy, Słowacja, Szwecja, Ukraina oraz Węgry. Na prośbę Austrii, Danii, Łotwy i Niemiec strona polska zorganizowała w Warszawie międzyrządowe konsultacje transgraniczne w formie spotkania ekspertów w trybie art. 5 Konwencji z Espoo. Po zakończeniu konsultacji transgranicznych rozpoczęły się konsultacje społeczne w kraju, w tym możliwość zapoznania się z dokumentacją sprawy oraz złożenia uwag i wniosków, które trwały do 18 sierpnia 2023.
19 września 2023 wydana została decyzja środowiskowa dla tej lokalizacji; Według oceny GDOŚ realizacja i eksploatacja elektrowni – przy zachowaniu wskazanych w raporcie rozwiązań technicznych, technologicznych i organizacyjnych, a także przy spełnieniu środowiskowych uwarunkowań realizacji przedsięwzięcia określonych w decyzji o środowiskowych uwarunkowaniach nie będzie wiązała się z wystąpieniem znaczącego negatywnego oddziaływania na środowisko.
26 października 2023 wojewoda pomorski poinformował o wydaniu decyzji o ustaleniu lokalizacji dla pierwszej w Polsce elektrowni jądrowej, w lokalizacji „Lubiatowo-Kopalino” w gminie Choczewo. 8 stycznia 2024 PEJ poinformowały, że Minister Rozwoju i Technologii wydał kończące etap rozpatrywania sprawy przez organa administracji publicznej postanowienie stwierdzające niedopuszczalność odwołania złożonego od tej decyzji, co potwierdza, że lokalizacja „Lubiatowo-Kopalino” w gminie Choczewo jest już ostateczna. Uzyskanie decyzji lokalizacyjnej otworzyło możliwość podejmowania dalszych działań dotyczących budowy elektrowni. Chodzi m.in. o wskazanie konkretnych działek pod budowę.

### Kontrowersje
9 stycznia 2024 premier Donald Tusk oświadczył: „Na pewno trwać będzie jeszcze przez chwilę gorąca dyskusja, czy lokalizacja jest najszczęśliwsza, ale tu głos muszą mieć fachowcy. Jeśli okaże się, że nie ma innej możliwości i to jest optymalna lokalizacja, okolice Choczewa, to będziemy kontynuować inwestycję. Na razie robimy szybki audyt i sprawdzamy, czy na pewno ta lokalizacja jest optymalna”, a 13 stycznia w mediach opublikowano wypowiedzi kwestionujące słuszność tej lokalizacji autorstwa wojewody pomorskiego Beaty Rutkiewicz i wicemarszałka województwa pomorskiego Leszka Bonny. 15 stycznia Dziennik Bałtycki zacytował słowa Beaty Rutkiewicz, która oświadczyła: „decyzja środowiskowa dla lokalizacji w Lubiatowie została wydana, ale cały czas rozważamy, czy słusznie. Są też różne głosy na temat wybranej technologii. Najbliższe miesiące będą decydujące”. Sytuacja ta stała się szeroko komentowana w mediach: cytowani przez media znawcy tematu zauważają, że zmiana lokalizacji na tym etapie oznaczała by wiele lat opóźnienia dochodzące do 10 lat oraz wielomilionowe starty co w praktyce może przełożyć się na „uśmiercenie projektu”. Opóźnienie o 10 lat w przypadku zmiany lokalizacji potwierdza także Ministerstwo Klimatu i Środowiska. Sytuacja ta wywołała dyskusję polityczną z wyraźnymi stanowiskami od przedstawicieli różnych ugrupowań wchodzących w skład Sejmu X kadencji. Pomorski Urząd Wojewódzki na swoim profilu na Facebooku poinformował, że „Podczas spotkania 17.01.2024 r. w Chojnicach Wojewoda Pomorska wskazała, że w związku z dużą ilością uwag oraz rozmów, które prowadziła zasadne jest powtórne przyjrzenie się i przeanalizowanie wydanej decyzji środowiskowej dla lokalizacji elektrowni w Lubiatowie”. 18 stycznia przedstawiciel biura wojewody Krystian Kłos potwierdził słowa Pomorskiego Urzędu Wojewódzkiego oświadczając, że Pani Wojewoda w Chojnicach przyznała jedynie, że „konieczne jest przeprowadzenie analizy, czy decyzje były wydawane w sposób prawidłowy i zgodny z prawem”. Poseł PiS Kacper Płażyński po kontroli 19 stycznia w Pomorskim Urzędzie Wojewódzkim poinformował, że jedyny dokument na który powołuje się Wojewoda Pomorski przy swoim stanowisku to Memorandum z 2023, przy czym zaznaczył, że „w memorandum z marca 2023 roku, o którym mówił wicemarszałek Leszek Bona oraz wojewoda Beata Rutkiewicz, nie ma ani jednego słowa krytyki pod adresem budowy tej elektrowni w Choczewie”.
Stanowisko w sprawie zajęło Ministerstwo Klimatu i Środowiska, które oświadczyło: „Nie ma podstaw do zmiany lokalizacji pierwszej polskiej elektrowni jądrowej na Pomorzu – poinformowało Ministerstwo Klimatu i Środowiska. Decyzja o lokalizacji elektrowni jądrowej w gminie Choczewo jest ostateczna”. Współpraca polsko-amerykańska na rzecz rozwoju energetyki jądrowej w Polsce była jednym z tematów rozmów podczas spotkania minister klimatu i środowiska Pauliny Hennig-Kloski i ambasadora USA w Warszawie Markia Brzezinskiego, które odbyło się 19 stycznia.
„Rzeczpospolita” zauważa, że decyzja środowiskowa GDOŚ nie jest jeszcze prawomocna i obecnie nie jest możliwe wskazanie terminu zakończenia postępowania odwoławczego – wnioski o ponowne rozpatrzenie sprawy zostały wniesione przez: 5 osób fizycznych oraz Stowarzyszenie Obrony Naturalnych Obszarów Nadmorskich Bałtyckie SOS, Polskie Lobby Przemysłowe im. Eugeniusza Kwiatkowskiego, Stowarzyszenie Ekologiczne EKO-UNIA oraz reprezentowane przez jedną osobę: Stowarzyszenie Federacja Zielonych w Białymstoku, Stowarzyszenie Zielony Białystok, Stowarzyszenie Innowacyjny Białystok, Stowarzyszenie Innowacyjna Polska, Stowarzyszenie Osób Poszkodowanych przez Urząd Miasta w Białymstoku, Stowarzyszenie www.i.warszawa.pl, Fundacja Instytut Białowieski oraz Fundacja Towarzystwo Ulepszania Świata.

## Budowa
We wrześniu 2022 spółka Polskie Elektrownie Jądrowe (PEJ) złożyła do Prezesa Państwowej Agencji Atomistyki wniosek o uzyskanie ogólnej opinii, dotyczącej weryfikacji analiz bezpieczeństwa planowanych elektrowni jądrowych.
W lipcu 2023 PEJ poinformowały o wydaniu przez Ministerstwo Klimatu i Środowiska decyzji zasadniczej, umożliwiającej inwestorowi ubieganie się o kolejne niezbędne zezwolenia administracyjne, takie jak m.in. decyzja o ustaleniu lokalizacji, a następnie zezwolenie na budowę (wniosek o wydanie decyzji zasadniczej PEJ złożyła w MKiŚ w kwietniu 2023) oraz o podpisaniu z Urzędem Morskim w Gdyni porozumienia określającego zasady współpracy przy budowie konstrukcji morskiej (MOLF, ang. Marine Off-Loading Facility) służącej do rozładunku elementów do budowy elektrowni, które przypłyną drogą morską.
W 2023  otrzymała prawo do dysponowania terenem na potrzeby prac przygotowawczych oraz budowy obiektu, a także późniejszej eksploatacji elektrowni jądrowej. Etap projektowania jest przewidziany na lata 2024–2025, a jego zakończenie w 2026. Zgodnie z przyjętym przez Radę Ministrów harmonogramem, budowa pierwszej polskiej elektrowni jądrowej rozpocznie się w 2026 r., a w 2033 r. uruchomiony zostanie pierwszy blok elektrowni jądrowej o mocy około 1-1,6 GW; Kolejne bloki będą wdrażane co 2–3 lata.
We wrześniu 2023 PEJ oraz amerykańskie firmy: Westinghouse i Bechtel podpisały umowę na zaprojektowanie i budowę elektrowni, przy czym liderem konsorcjum na etapie projektowania elektrowni będzie Westinghouse, a w czasie budowy – Bechtel. Kilka dni później Rada Ministrów przyjęła uchwałę w sprawie zapewnienia finansowania budowy na obszarze gminy Choczewo (lub w alternatywnej lokalizacji na obszarze gmin Gniewino i Krokowa) elektrowni jądrowej o łącznej mocy elektrycznej do 3750 MWe z wykorzystaniem technologii reaktorów AP1000 z USA, a w czerwcu – uchwałę ustanawiającą program wspierania inwestycji infrastrukturalnych, przewidujący przeznaczenie w latach 2023–2029 ponad 4,7 mld zł na wsparcie inwestycji w zakresie infrastruktury drogowej, kolejowej oraz hydrotechnicznej w woj. pomorskim. Pierwsza z tych umów wygasła 31 marca 2025 i tego samego dnia uzgodniono warunki tzw. umowy pomostowej (Engineering Development Agreement), ustalającej ramy współpracy na kolejne miesiące między PEJ a Konsorcjum Westinghouse-Bechtel, którą podpisano 28 kwietnia 2025. W lipcu 2025 media poinformowały, że PEJ dokonały oficjalnej notyfikacji projektu pierwszej w Polsce elektrowni jądrowej do Komisji Europejskiej, zgodnie z obowiązkami przewidzianymi w 41 artykule Traktatu Euratom. Zgłoszenie obejmuje m.in. szczegółowy opis tego projektu inwestycyjnego.